# Palacio de Cristal de la Arganzuela
El Palacio de Cristal de la Arganzuela se encuentra situado en la ciudad española de Madrid, en las instalaciones de lo que fue antiguamente parte del Matadero Municipal de Arganzuela. Cuenta con una extensión de 7100 m². Se lo conocía popularmente con el nombre de Nave de Patatas, y se conserva su gran estructura rectangular de perfiles de acero, que es utilizada como invernadero y museo botánico, con plantas de diversos lugares del mundo.

## Museo/Invernadero

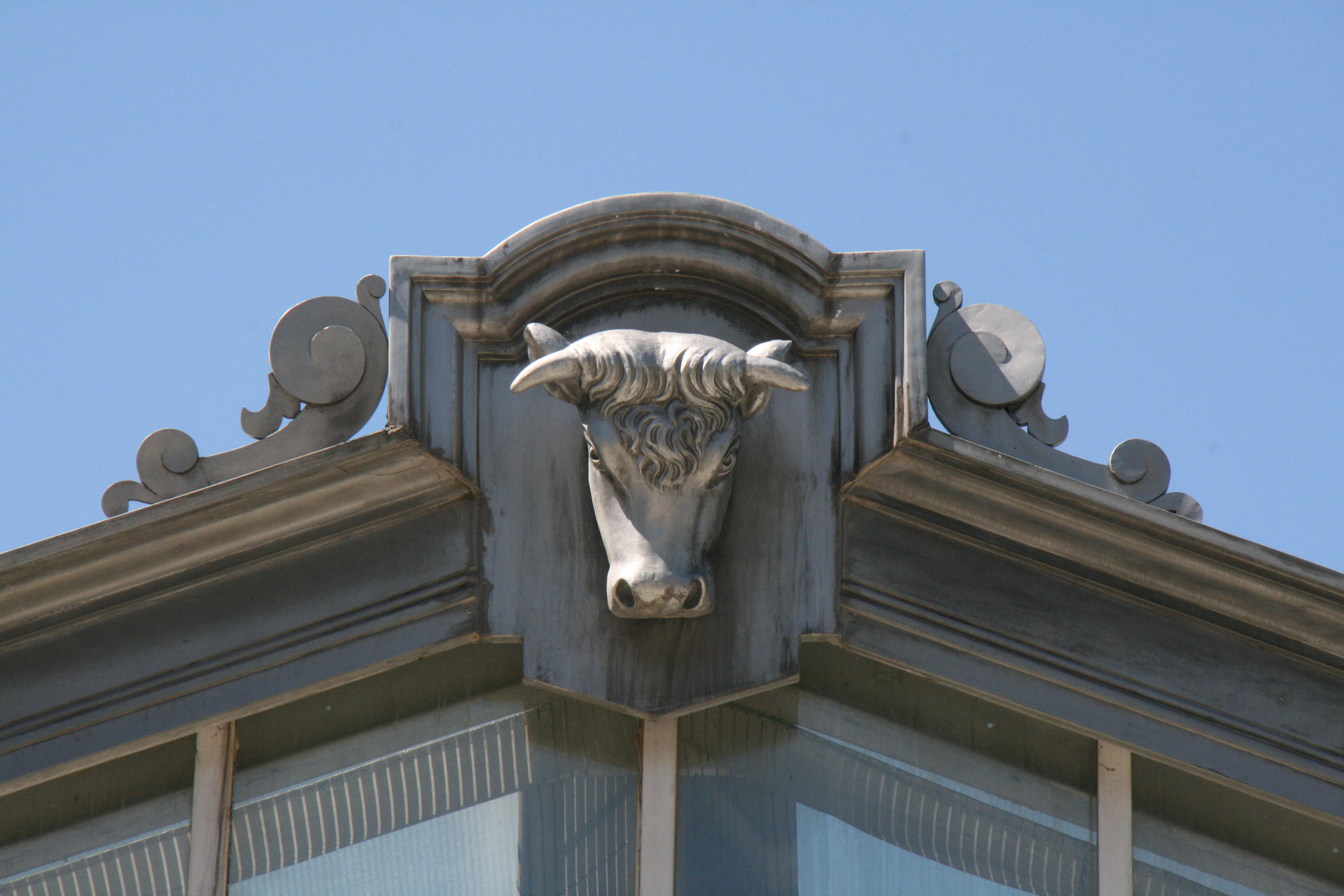
Remate de cabeza de vaca que recuerda el uso original del edificio como matadero de reses.

Es un museo que  cuenta con cuatro zonas cerradas creando cuatro microclimas. Dos de ellos albergan las plantas más características del clima tropical, otro las del clima subtropical y el restante alberga cactus y todas las especies relacionadas con el clima desértico. Todo este paisaje exótico además se ve rodeado de pequeñas fuentes.
Situado en el paseo de la Chopera, junto al río Manzanares, el matadero municipal fue construido entre 1908 y 1924 por el arquitecto municipal Luis Bellido, como Matadero y Mercado Municipal de Ganados. 
Clausurado como matadero a principios de la década de 1980, en la actualidad alberga diversas dependencias culturales del Ayuntamiento de Madrid, así como la sede de la Junta Municipal del Distrito de Arganzuela.
En el año 1992 se realiza la reconversión de la Nave de Patatas con proyecto de Guillermo Costa Pérez-Herrero. Se inaugura siendo alcalde José María Álvarez del Manzano, el 21 de diciembre de 1992. El palacio es visitable gratuitamente y su exterior está rodeado de jardines y columpios.

## Colecciones
El Invernadero Palacio de Cristal, alberga 9000 especies de plantas que se presentan en cuatro biotopos perfectamente diferenciados, cada una de ellos con un microclima distinto, albergando cuatro clases diferentes de plantas: flora tropical, flora subtropical, plantas crasas y cactáceas, y plantas de crucero y acuáticas. El Invernadero cuenta con fuentes y cascadas pobladas de peces y aves.
Junto al invernadero, hasta el año 2008, se encontraba una “Dalieda” (jardín al aire libre dedicado solo a las dalias, y la colección poseía más de trescientas variedades con cerca de 3000 ejemplares), este espacio, en 2012 y tras las obras de reacondicionamiento del entorno con el parque de ribera del río Manzanares, se reacondicionó como zona asfaltada para la práctica de patinaje sobre ruedas. Los especímenes de dalias que se cultivaban se repartieron entre el Real Jardín Botánico de Madrid y la Dalieda de San Francisco.

Galería
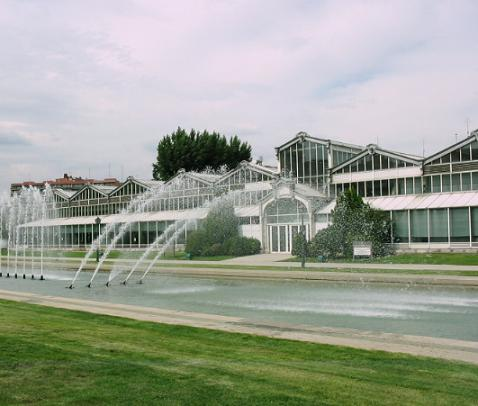
Vista exterior del Palacio de cristal de la Arganzuela
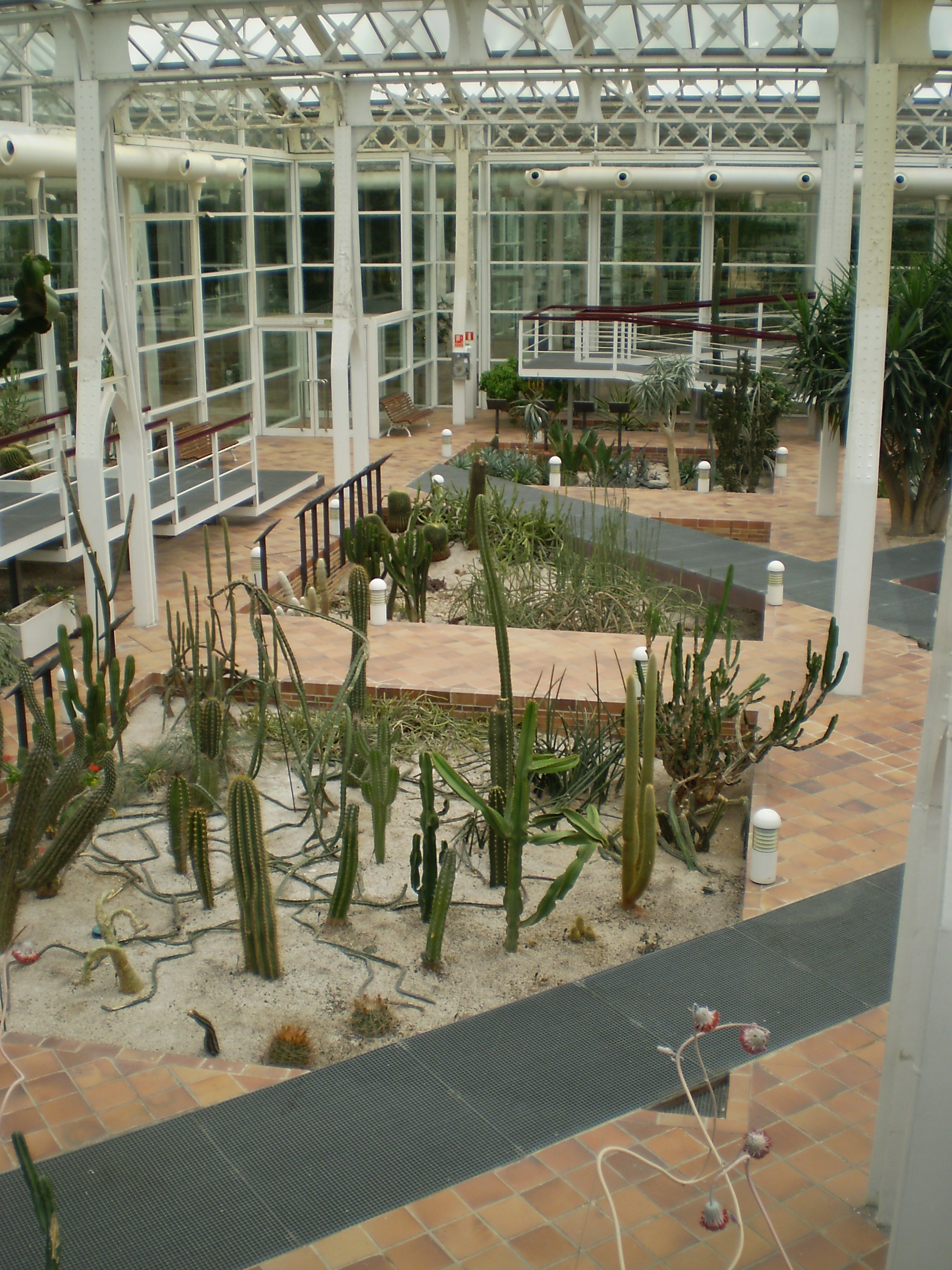
Cactus en la zona de clima desértico
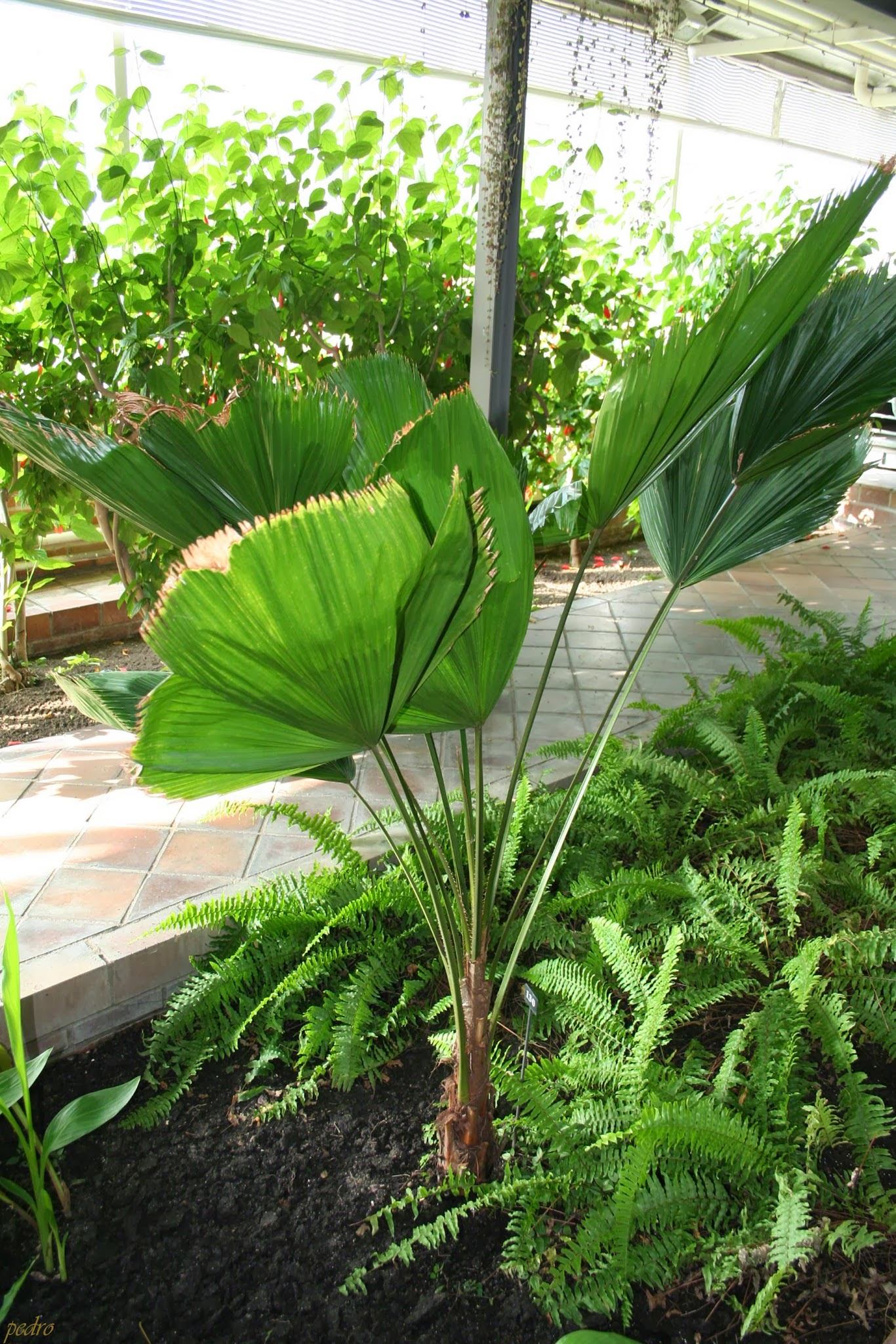
Palma de Abanico en la zona de clima tropical
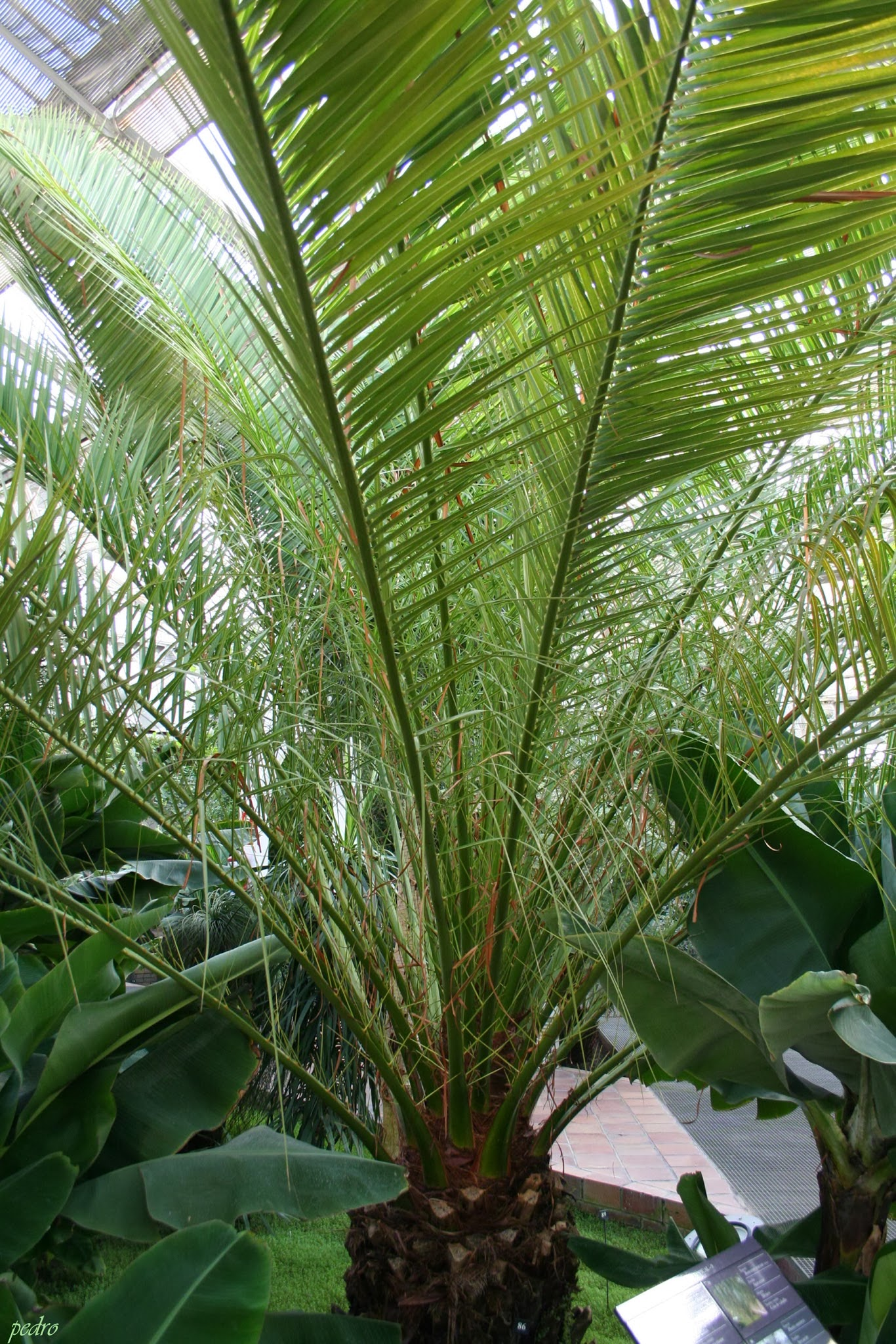
Palmera canaria, en la zona de clima subtropical
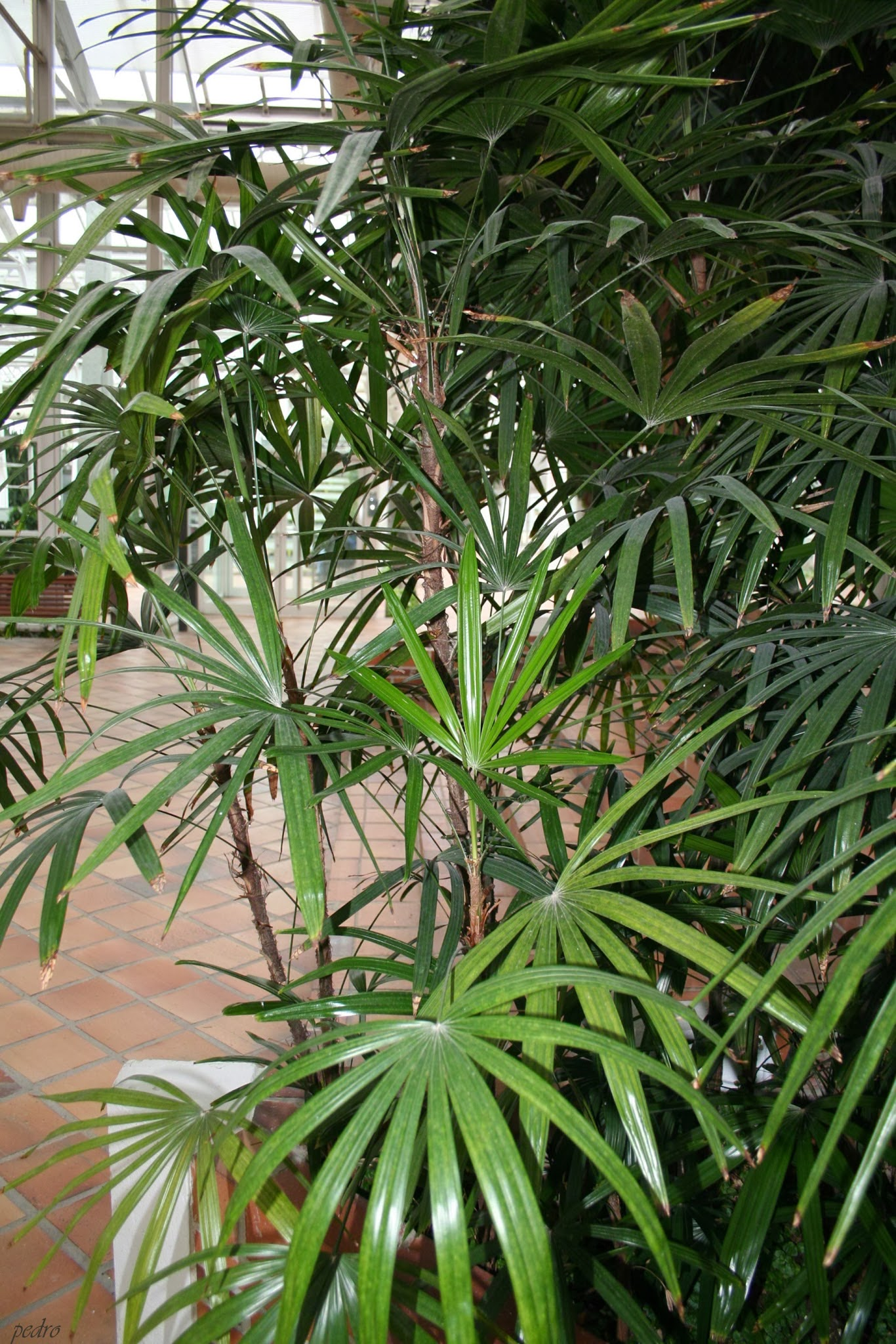
Rhapis excelsa, precedente de China
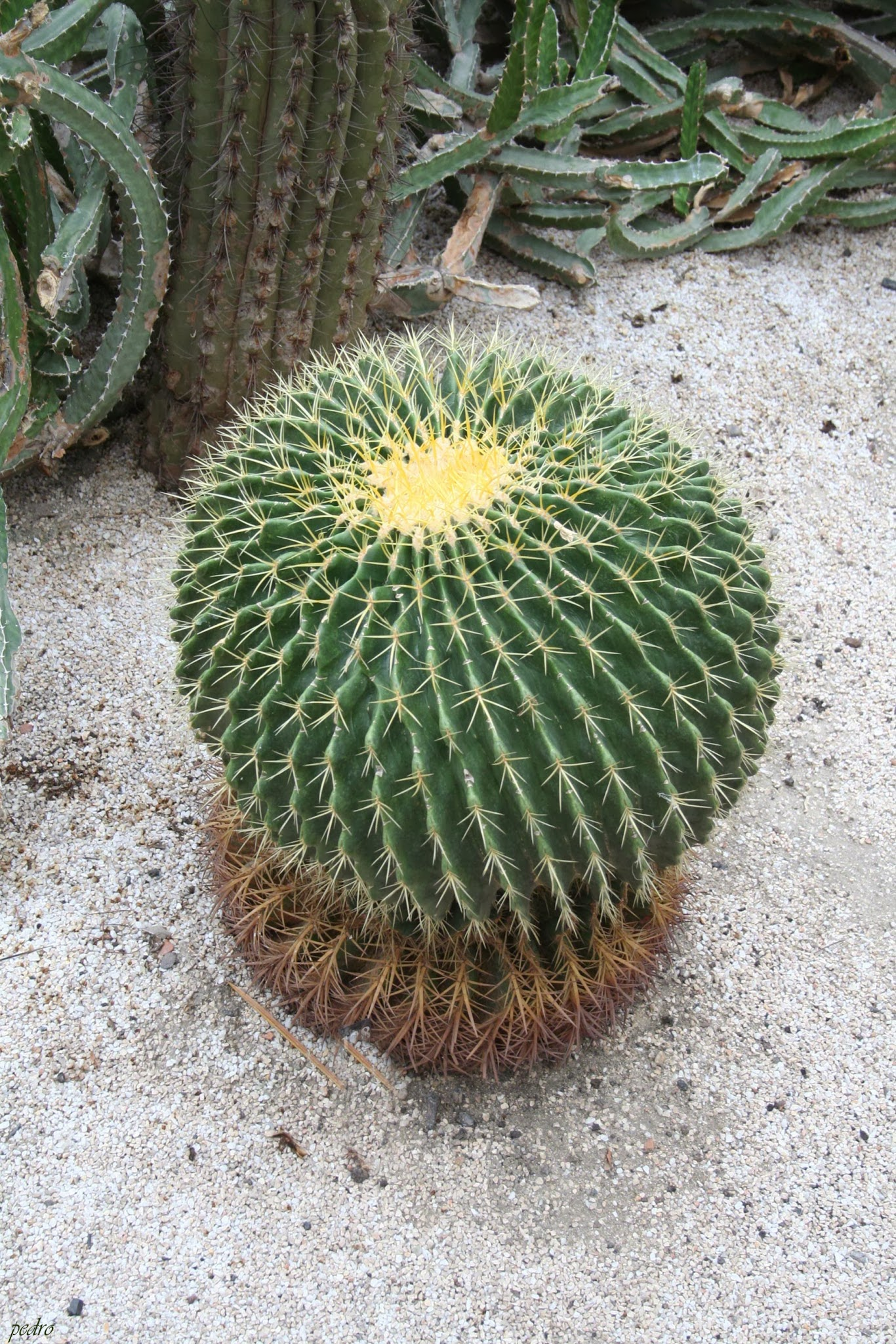
Kroenleinia grusonii, procedente de México
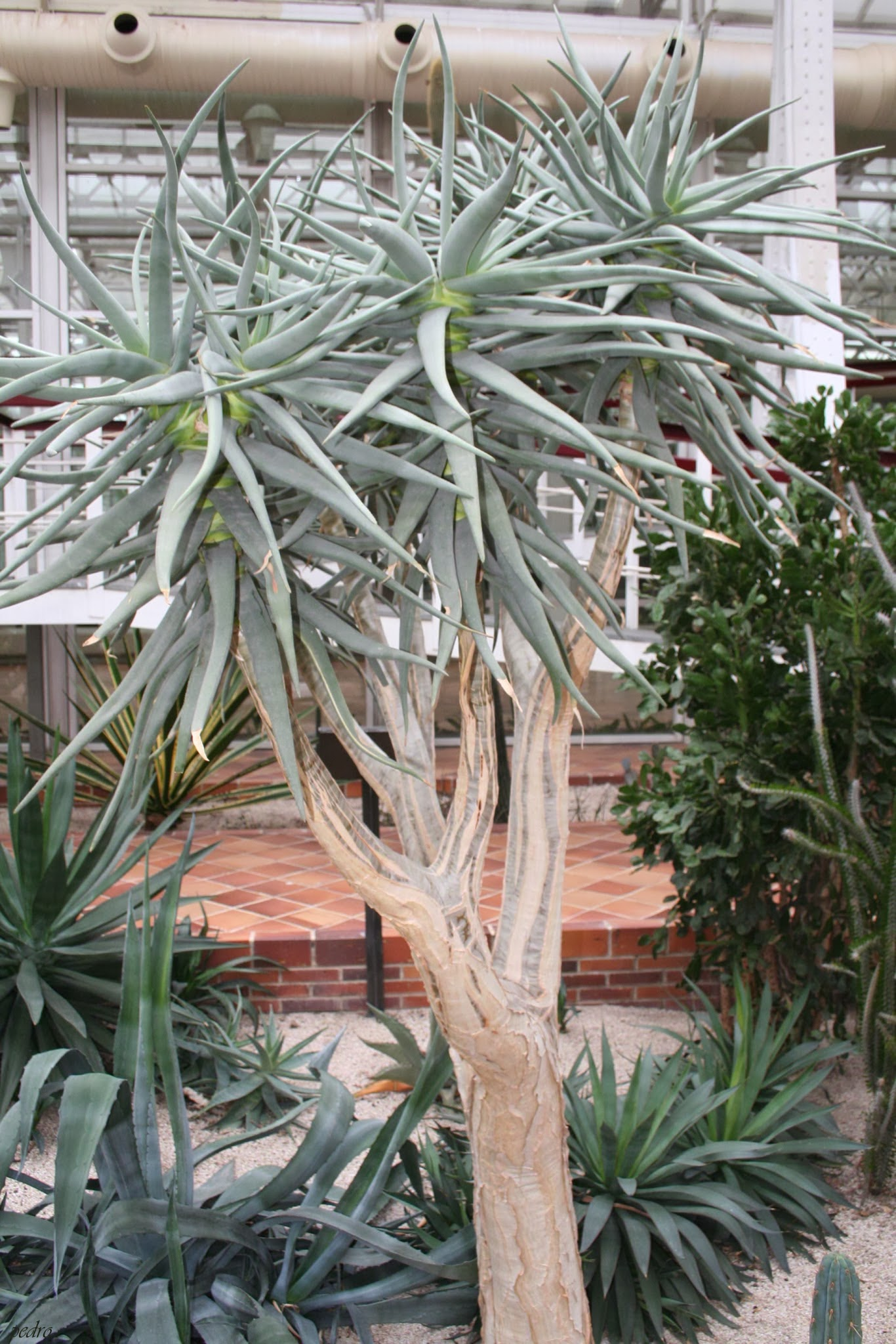
Aloidendron dichotomum, procedente de Namibia
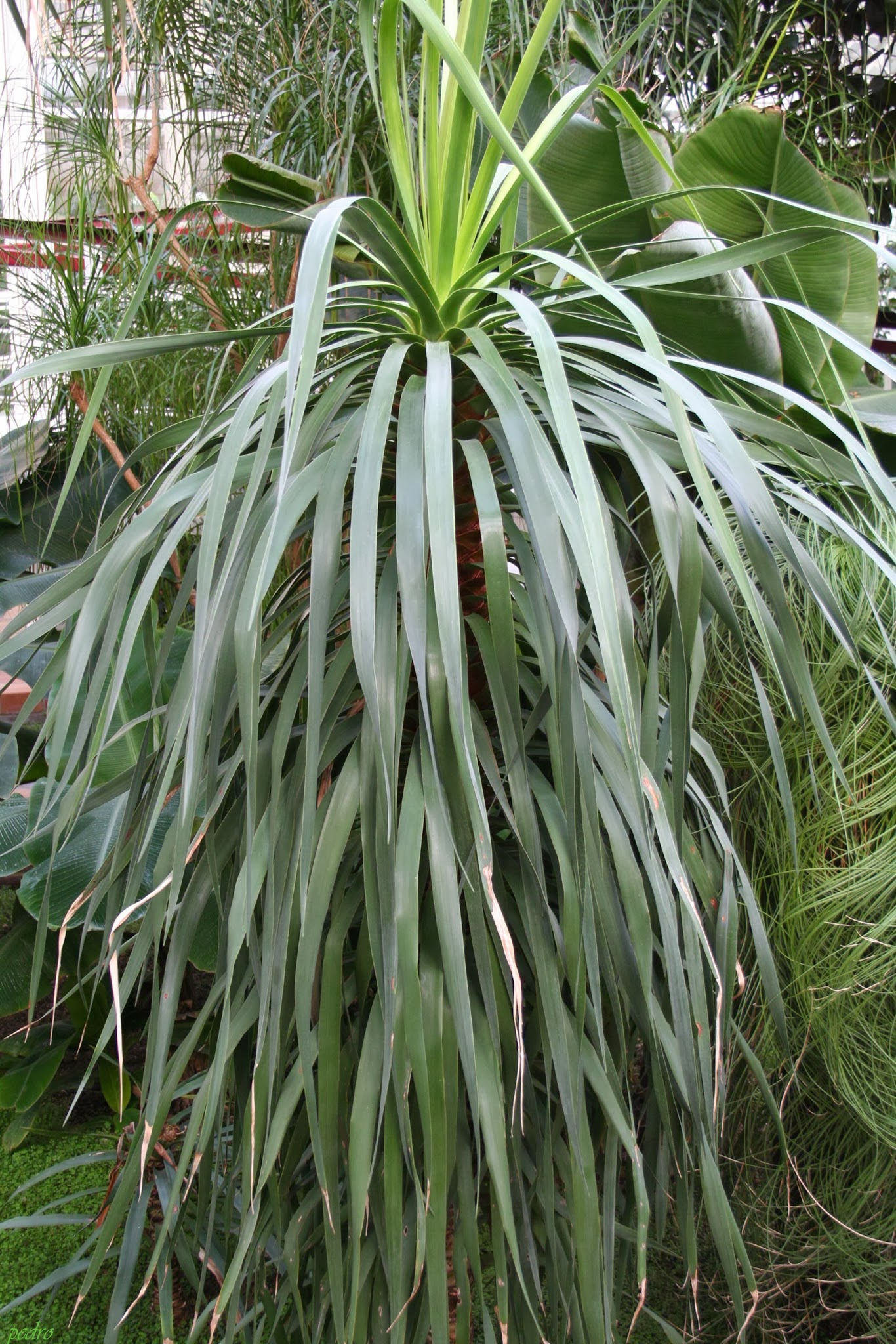
Drago, de las Islas Canarias.